# Max Doerner

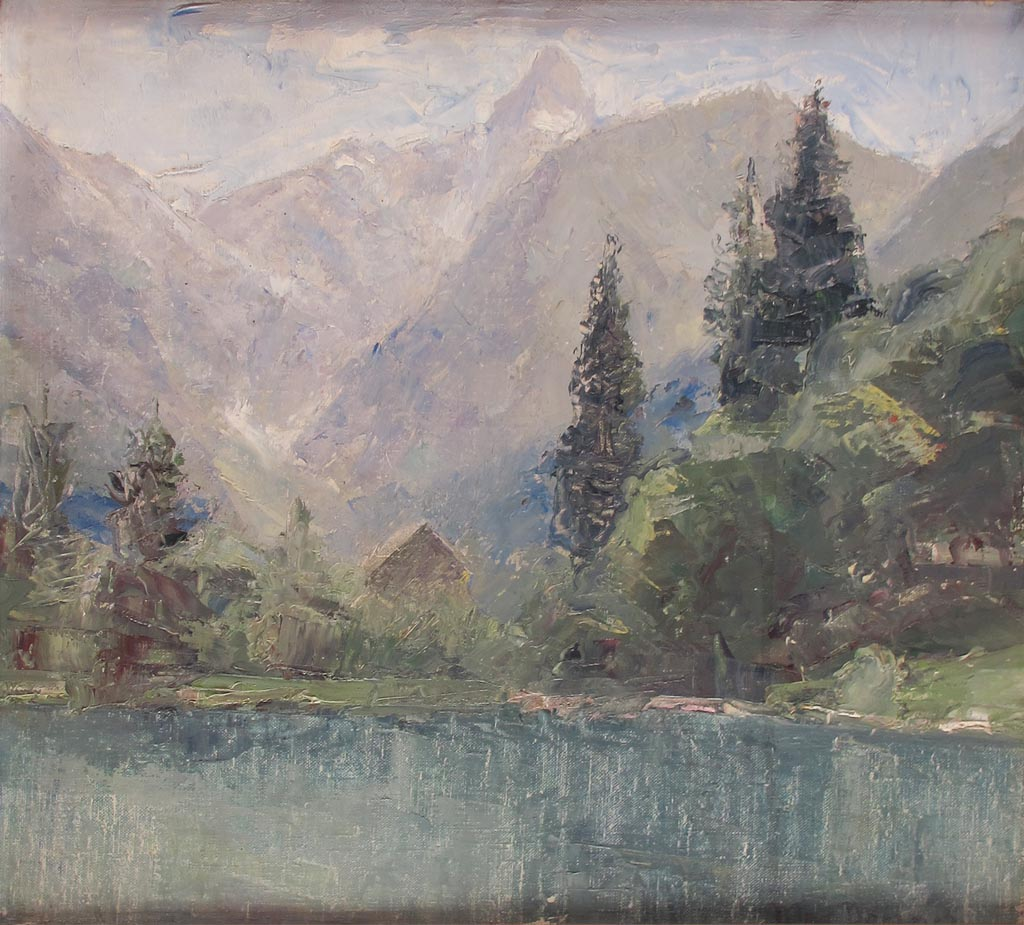
Krajobraz alejski z jeziorem

Max Doerner (ur. 1 kwietnia 1870 w Burghausen, zm. 1 marca 1939 w Monachium) – niemiecki malarz, konserwator i restaurator dzieł sztuki, teoretyk sztuki.

## Życie
Doerner studiował w monachijskiej Akademii Sztuk Pięknych i był uczniem Johanna Caspara Hertericha i Wilhelma von Dieza. Jego sposób malowania bliski był impresjonizmowi. Motywów poszukiwał głównie w pejzażach wokół jeziora Ammersee w Bawarii. Swoje podróże artystyczne po Holandii i Włoszech poświęcił gruntownemu poznaniu dawnego malarstwa. Szczególnie intensywnie studiował pompejańskie freski. Jego badania zmieniły podstawy dotychczasowego podejścia do konserwacji, która starała się zachować oryginalną substancję uszkodzonego dzieła sztuki.
Jego publikacja Malmaterial und seine Verwendung im Bilde (München 1921) (Materiał malarski i jego zastosowanie w obrazie) jest uważana za pierwszą standardową i znaną na całym świecie pracę w tej dziedzinie.
W 1911 Doerner został docentem technik malarskich w monachijskiej Akademii, a w 1921 został mianowany profesorem.
W 1937 roku został założony Münchener Werkprüfungs- und Forschungsanstalt (monachijski zakład naukowo-badawczy kontroli materiałów), którego kierownictwo objął Doerner.
Instytucja egzystuje do dziś i nazywa się na cześć założyciela Doerner Institut (Instytut Doernera). Instytut jest częścią Bayerische Staatsgemäldesammlungen (bawarskich państwowych zbiorów malarstwa).
Za wyróżniającego się ucznia Maxa Doernera uważany jest Kurt Wehlte, którego najważniejsza praca Werkstoffe und Techniken der Malerei  (Materiały i techniki malarstwa) w sposób sensowny uzupełnia i aktualizuje miejscami przestarzałe już dzieło Doernera.